# لويس غويلرمو فيليز
لويس غويلرمو فيليز (بالإسبانية: Luis Guillermo Vélez)‏ هو محامي ودبلوماسي وسياسي كولومبي، ولد في 17 يونيو 1943 في ميديلين في كولومبيا، وتوفي في 6 فبراير 2007 في بوغوتا في كولومبيا بسبب نوبة قلبية. حزبياً، نشط في الحزب الإجتماعي للوحدة الوطنية والحزب الليبرالي الكولومبي. وقد انتخب عضو مجلس الشيوخ في كولومبيا.